# جائزة سان مارينو الكبرى 1996
جائزة سان مارينو الكبرى 1996 هو سباق فورمولا 1 أقيم بتاريخ 5 مايو 1996 في حلبة إنزو دينو فيراري، إيمولا، إميليا-رومانيا، إيطاليا. كان الخامس من أصل 16 في بطولة العالم لسباقات الفورمولا واحد موسم 1996. حلّ البريطاني دامون هيل أولا بينما جاء الألماني مايكل شوماخر في المركز الثاني وحصل على المركز الثالث النمساوي غيرهارد بيرغر.

## الترتيب النهائي
| الترتيب | السائق       | النقاط |
| ------- | ------------ | ------ |
| 1       | دامون هيل    | 43     |
| 2       | جاك فيلنوف   | 22     |
| 3       | مايكل شوماخر | 16     |
| 4       | جان إليزي    | 11     |
| 5       | إدي إيرفين   | 9      |
| المصدر: |              |        |